# Cyathea tenera
Cyathea tenera là một loài thực vật có mạch trong họ Cyatheaceae. Loài này được (Hook.) T. Moore mô tả khoa học đầu tiên.